# Табаев, Оразбек
Оразбек Табаев (каз. Табаев Оразбек; 1902 год, деревня Мукыр, Семипалатинская область — 1969 год) — заведующий фермой колхоза «Саргорык» Абаевского района Семипалатинской области, Казахская ССР. Герой Социалистического Труда (1948).
Родился в 1902 году в крестьянской семье в деревня Мукыр (сегодня не существует, вошла в административные границы города Семей). С 1938 года — чабан колхоза «Саргорык» Абайского района. С 1941 года участвовал в Великой Отечественной войне. После демобилизации возвратился на родину, где продолжил трудиться в родном колхозе. В 1946 году назначен заведующим фермой.
За выдающиеся успехи, достигнутые в развитии животноводства, удостоен звания Героя Социалистического Труда указом Президиума Верховного Совета СССР от 23 июля 1948 года с вручением ордена Ленина и золотой медали «Серп и Молот».
С 1951 года до своей кончины в 1969 года — управляющий укрупнённой коневодческой фермой.
Награды
- Герой Социалистического Труда
- Орден Ленина — дважды
- Медаль «За боевые заслуги»[1]